# Dragiša Vasić
Dragomir Vasić, známý též jako Dragiša (v srbské cyrilici Драгомир Васић; 2. října 1885, Gornji Milanovac, Srbsko – duben 1945, tábor Stara Gradiška) byl srbský politik, místopředseda Srbského kulturního klubu. Byl hlavním ideologem četniků během druhé světové války.
Před válkou pracoval jako právník. Bránil několik komunistů, kteří působili v ilegalitě, a kteří byli přirozeným cílem tehdejší vlády. Znal se s Miroslavem Krležou a Slobodanem Jovanovićem. Byl členem Srbské akademie věd a umění. Po roce 1929, kdy král Alexandr vyhlásil diktaturu, byl považován za údajného spolupracovníka komunistů.
Na začátku druhé světové války se Vasić přidal k četnikům Dragoljuba Mihailoviće, kde získal přezdívku Čiča Dragiša. Stal se členem Ústředního národního odboru četnické armády. Na konci války se oddělil od Mihailoviće a spolu s Pavlem Đurišićem chtěl uniknout případnému zajetí ze strany partyzánů. Svůj pochod zahájil směrem z Černé Hory nedlouho po Bělehradské operaci. Po prohrané bitvě na Lijevče polju se vzdal; byl zajat ustašovci v samotném závěru války a zabit v koncentračním táboru Stara Gradiška v dnešním Chorvatsku.